# Marnixbrug
De Marnixbrug in de Nederlandse stad Utrecht is een hoge vaste brug met vier rijstroken die de Marnixlaan verbindt met de Einsteindreef en hiermee de wijk Overvecht met de wijk Zuilen. De brug is in 1965-1967 gebouwd, in dezelfde periode dat de nieuwbouwwijk Overvecht verrees. Het oostelijke landhoofd bevat een schuilkelder voor 200 personen. 
In 2020 werd een nieuwe belettering aangebracht, ontworpen door Janno Hahn.  